# بن لوید-هیوز
بن لوید-هیوز (انگلیسی: Ben Lloyd-Hughes؛ زادهٔ ۱۴ آوریل ۱۹۸۸) بازیگر اهل بریتانیا است. وی از سال ۲۰۰۶ میلادی تاکنون مشغول فعالیت بوده‌است.
از فیلم‌ها یا برنامه‌های تلویزیونی که وی در آن نقش داشته‌است، می‌توان به سندیتون، آرزوهای بزرگ، حادثه، ساعت، اندکی فراست، سنت‌شکن، سنت‌شکن: شورشی، دختر پادشاه، من پیش از تو، نفس بکش، اسکینز و بدخواه اشاره کرد.